# 与那原バイパス
与那原バイパス（よなばるバイパス）は、沖縄県中頭郡西原町から島尻郡南風原町に至る国道329号バイパス（全長約4km）である。

## 概要
当該区間の現道は与那原町の与那原交差点を中心に慢性的な交通渋滞を引き起こしているため同交差点を避けるようにバイパス建設するもので、1992年度から事業化されている。都市計画の決定は2000年度。当初は南風原町与那覇の那覇空港自動車道交点から与那原町与那原の国道現道交点まで2.5km区間のみであったが、西原町と与那原町とで進められているマリンタウンプロジェクトへのアクセス路として2002年に国道現道交点から西原町小那覇の埋立地まで1.7kmの延長を決定し、追加で事業化された。
2002年度に用地着手し、2004年度より工事に着手。2006年に西原町東崎地内の0.5km区間が暫定2車線で開通するも、2009年の沖縄総合事務局事業再評価の結果費用便益分析が0.9と事業継続の前提となる1.0を下回ったために事務局はこの区間の整備の予算執行を当面見合わせる事を表明、これに対し地元自治体や住民からは一斉に不満や事業再開を望む声が上がる事態となった。その後事務局では、従来立体交差で計画されていた我謝交差点を平面交差とする事、与那原町内の跨線橋1本の建設を取り止める事で約110億円のコスト縮減を実現して事業再開する事を決定。加えて2012年の事業再評価では、県道南風原与那原線との立体交差点における橋梁部の車線幅員を見直し（W=3.5m→W=3.25m）する事で橋梁幅員全体を変更（W=18.5m→W=17.5m）し、さらに0.8億円のコスト削減が図られている。
2022年（令和4年）3月6日の与那原町与那原 - 南風原町与那覇間（L=2.2km）の開通により全線開通。
全線供用後は西側で接続する南風原バイパスと一体的に地域の基幹道路として活用される事となる。一方で、西原町小那覇からの先の当該バイパス東側区間についての計画は未定となっている。

### 路線データ
- 起点：沖縄県中頭郡西原町小那覇
- 終点：沖縄県島尻郡南風原町与那覇
- 延長：L=4.2km
- 道路規格：第4種1級
- 道路標準幅員：高架部 W=40.5m（側道含む）、一般部 W=31.0m
- 車線数：4車線
- 車線幅員：W=3.5m（一部高架部のみW=3.25m）、側道部 W=5.5m
- 設計速度：V=60km/h

## 歴史
- 1992年（平成4年）度 : 一部区間事業化。
- 2002年（平成14年）度 : 全線事業化。
- 2006年（平成18年）3月31日 : 西原町東崎地内（L=0.5km）暫定2車線で開通[7]。
- 2011年（平成23年）3月29日 : 西原町東崎 - 与那原町与那原間（L=0.5km）暫定2車線で開通[7]。
- 2013年（平成25年）10月31日 : 南風原町与那覇地内（L=0.3km）暫定2車線で開通[7]。
- 2014年（平成26年）6月30日 : 西原町小那覇 - 同町東崎間（L=0.7km）暫定2車線で開通[7]。
- 2022年（令和4年）3月6日 : 与那原町与那原 - 南風原町与那覇間（L=2.2km）暫定2車線で開通により全線開通[6]。

### 通過自治体
- 沖縄県
  - 中頭郡西原町 - 島尻郡与那原町 - 島尻郡南風原町

### 交差する道路（予定）
- 沖縄県道38号浦添西原線（西原町小那覇）
- 沖縄県道77号糸満与那原線（西原町東崎）
- 国道329号現道（与那原町与那原・国道331号も重複）
- 沖縄県道240号南風原与那原線（南風原町与那覇）
- 沖縄県道236号玉城那覇自転車道線（沖縄のみち自転車道・同）
- 那覇空港自動車道（国道506号）南風原道路（同）
  - 南風原北インターチェンジ（名護方面出入口に近い）